# Trauma (serie de televisión)
Trauma fue una serie de televisión que se transmitió originalmente en la cadena NBC desde el 28 de septiembre de 2009 al 26 de abril de 2010 y se centró en un grupo de paramédicos de San Francisco, California.
Un mes después de su estreno en la NBC se anunció que no se pediría ningún episodio más, pero que se transmitirían los 13 episodios ordenados. El 19 de noviembre de 2009, NBC revirtió su decisión y anunció que había encargado tres episodios adicionales de la serie, con lo que serían 16 episodios;. la orden se extendió a 20 episodios el 20 de enero de 2010, como parte de un conjunto de órdenes el episodio que siguió a la desaparición de El Show de Jay Leno. Trauma regresó el 8 de marzo de 2010, con el final de la temporada regular el 10 de mayo de 2010. A principios de abril de 2010, NBC redujo la orden de episodio hasta los 18 y anunció que el 26 de abril de 2010 sería el episodio final. El 14 de mayo de 2010, el programa fue cancelado por NBC.

## Argumento
- Cameron Boone: es un paramédico vinculado con Tyler Briggs. A menudo discuten sobre cosas triviales, pero suelen disfrutar de una buena relación de trabajo. Está casado y tiene dos hijos pequeños que trata desesperadamente de mantener al margen los horrores de su trabajo de su vida familiar, pero siente que si no puede hablar con su familia sobre el trabajo, entonces ¿quién puede hablar con él?. Ha sido capturado por su esposa, Sela, con la cual tiene asuntos sin resolver. Los dos se van a terapia de pareja, pero poco después Boone responde a un tiroteo en una oficina de abogados donde Sela también está siendo rehén. Después de salvar su vida, se entera de que Sela estaba en la oficina para consultar a un abogado de divorcio. Mientras que en la llamada a una fiesta de Halloween, Boone expresa su desaprobación con la comunidad homosexual, algo que incrementa sus peleas con Tyler, luego Tyler le dice a Boone que él es gay. Tyler y Boone responden a un accidente de ambulancia donde Nancy y Glenn fueron las víctimas. Boone empuja a Tyler a seguir el protocolo y asistir a la mayoría de los heridos en primer lugar, algo que lo hace sentirse mal consigo mismo, pero le dicen a sus superiores que hicieron lo correcto.
- Nancy Carnahan: originalmente fue emparejada con Terry Banner, un socio con el que mantenía una relación en el trabajo cuando respondieron a una electrocución en un tejado. La carrera resultó trágica cuando el helicóptero de rescate fue destruido en un trágico accidente, con el costo de vidas de Terry y el piloto, Asher "Rotor" Reynolds. Estas escenas muestran los acontecimientos que tienen lugar un año antes del piloto. Su pareja después de Terry fue Sam Bailey, que sólo apareció en la escena actual del piloto. En el episodio dos, Nancy está emparejada con un nuevo EMT, Glenn Morrison, y goza de múltiples relaciones a corto plazo. Nancy constantemente ridiculiza a Glenn por ser un novato, al igual que el resto del equipo. Todo el equipo hizo apuestas sobre cuánto tiempo le tomaría a Nancy dormir con Glenn se han acercado mucho, pero hasta ahora su relación se ha mantenido platónica. Nancy está también muy cerca de Reuben "Rabbit" Palchuck. Su relación fue tensa cuando Reuben sobrevivió al accidente que mató a Terry.
- Marisa Benez: un año después del fatal accidente de helicóptero, la joven militar veterana Marisa se une a la SFFD como la piloto del helicóptero de rescate en la que se asoció con Reuben "Rabbit" Palchuck.
- Tyler Briggs: Tyler y su compañero Cameron Boone disfrutan de una buena relación de trabajo a pesar de que discuten sobre asuntos triviales. Tyler fue también un sobreviviente del fatal accidente de helicóptero hace un año que mató al EMT Terry Banner. Tyler todavía respeta el legado de Terry y se niega incluso a batir la puntuación de Terry en un videojuego. Tyler recientemente "salió del clóset". Tyler se mostró molesto por la desaprobación muy evidente de Boone con la homosexualidad.
- Glenn Morrison: Glenn se presenta de nuevo como un EMT un año después del fatal accidente de helicóptero que causó la muerte de Terry Banner. Glenn se asoció con la exnovia de Terry, Nancy. El equipo tuvo una apuesta sobre el tiempo que le tomaría a Nancy acostarse con Glenn. Durante un accidente de tráfico masivo en una feria de la ciudad, Glenn intenta golpear al conductor que causó el último accidente, pero "Rabbit" le recuerda que están ahí para tratar a las víctimas, no para decidir quién es bueno o malo. Glenn forma una estrecha amistad con la ER pasante Diana Van Dine ya que ambos son nuevos en sus puestos de trabajo.
- Dr. Joseph "Joe" Saviano: el Dr. Joe, o con frecuencia llamado "Joey", por "Rabbit", sus amigos de EMT le llaman, el médico de ER. Él está impresionado por las habilidades de Nancy y la alienta a seguir adelante con su formación como médico. El padre de Nancy encuentra la carta que escribió Joe de recomendación hacia Nancy y más tarde lo acosa en un ascensor en el que implica fuertemente que Joe tiene sentimientos por Nancy y que cualquier relación sería inadecuado. Joe es especialmente duro con la nueva pasante de ER, Diana Van Dine.
- Reuben "Rabbit" Palchuck: "Rabbit" es su apodo por el cual se le conoce al paramédico, desde los 13 años, por su velocidad y resistencia como un "Rabbit", sobrevivió a un accidente de helicóptero mortal que mató al EMT Terry Banner y al piloto, Asher "Rotor" Reynolds. Después de recibir la ayuda de sus colegas, se enfrenta a su miedo de volar en una tormenta intensa y sobrevivir.
- Dra. Diana Van Dine: Diana es una ER pasante nueva en el hospital que, como el EMT Glenn Morrison, es con frecuencia el blanco de las bromas de sus compañeros de trabajo. "Rabbit" coqueteó con ella hasta que le dio un firme "no". Diana almuerza en el lavadero para evitar las enfermeras y a otros médicos.

## Elenco
- Derek Luke es Cameron Boone.
- Anastasia Griffith es Nancy Carnahan.
- Aimee Garcia es Marisa Benez.
- Kevin Rankin es Tyler Briggs.
- Taylor Kinney es Glenn Morrison.
- Jamey Sheridan es Dr. Joseph "Joe" Saviano
- Cliff Curtis es Reuben "Rabbit" Palchuck.
- Scottie Thompson es Dra. Diana Van Dine.

## Episodios
| Ep. | Título                    | Título original     | Director            | Escritor                               | Emisión                  |
| --- | ------------------------- | ------------------- | ------------------- | -------------------------------------- | ------------------------ |
| 1   | "Piloto"                  | “Pilot"             | Jeffrey Reiner      | Dario Scardapane                       | 28 de septiembre de 2009 |
| 2   | "Toda la feria"           | "All's Fair"        | Jeffrey Reiner      | Dario Scardapane                       | 5 de octubre de 2009     |
| 3   | "Mal día en el trabajo"   | “Bad Day at Work"   | Jeffrey Reiner      | Peter Noah                             | 12 de octubre de 2009    |
| 4   | "Atascado"                | "Stuck"             | Christopher Misiano | Bruce Rasmussen                        | 19 de octubre de 2009    |
| 5   | "Mascarada"               | “Masquerade"        | Jean de Segonzac    | David Schulner                         | 26 de octubre de 2009    |
| 6   | "Inicio corte"            | “Home Court"        | Norberto Barba      | David Schulner                         | 2 de noviembre de 2009   |
| 7   | "Esas horas frágiles"     | “That Fragile Hour" | Alex Zakrzewski     | Bruce Rasmussen                        | 9 de noviembre de 2009   |
| 8   | "M'Aidez"                 | “M'Aidez"           | John Behring        | Janet Tamaro                           | 16 de noviembre de 2009  |
| 9   | "Gracias"                 | “Thank You"         | Eric Laneuville     | Peter Noah                             | 23 de noviembre de 2009  |
| 10  | "Globo azul"              | “Blue Balloon"      | Steve Shill         | Randy Huggins                          | 30 de noviembre de 2009  |
| 11  | "Visión del túnel"        | “Tunnel Vision"     | Darnell Martin      | Janet Tamaro                           | 8 de marzo de 2010       |
| 12  | "Protocolo"               | “Protocol"          | Jeffrey Reiner      | Y. Shireen Razack                      | 15 de marzo de 2010      |
| 13  | "13"                      | “13"                | Jeffrey Reiner      | Dario Scardapane                       | 22 de marzo de 2010      |
| 14  | "Objetivos"               | “Targets"           | John Badham         | David Schulner                         | 29 de marzo de 2010      |
| 15  | "Ámbito de la práctica"   | “Scope of Practice" | Michael Waxman      | Randy Huggins                          | 5 de abril de 2010       |
| 16  | "Los viajeros frecuentes" | “Frequent Fliers"   | Michael Waxman      | David Schulner                         | 12 de abril de 2010      |
| 17  | "Dulce Jane"              | “Sweet Jane"        | Colin Bucksey       | Dario Scardapane                       | 19 de abril de 2010      |
| 18  | "Cables cruzados"         | “Crossed Wires"     | Michael Nankin      | Y. Shireen Razack & Shannon Rutherford | 26 de abril de 2010      |

## Producción
El episodio piloto presentó un accidente de varios vehículos y resultando una bola de fuego gigante, que se filmó en marzo de 2009 sobre la carretera interestatal 280 en el barrio de Mission Bay, al sur del centro de San Francisco.